# 原鶴温泉
原鶴温泉（はらづるおんせん）は、福岡県朝倉市（旧筑前国）にある温泉。「原鶴温泉」は原鶴温泉旅館協同組合の地域団体商標である。

## 泉質
- 単純温泉（アルカリ性）
- 硫黄泉（アルカリ性）
- 源泉温度40 - 60℃。「美人の湯」といわれる。

## 温泉街

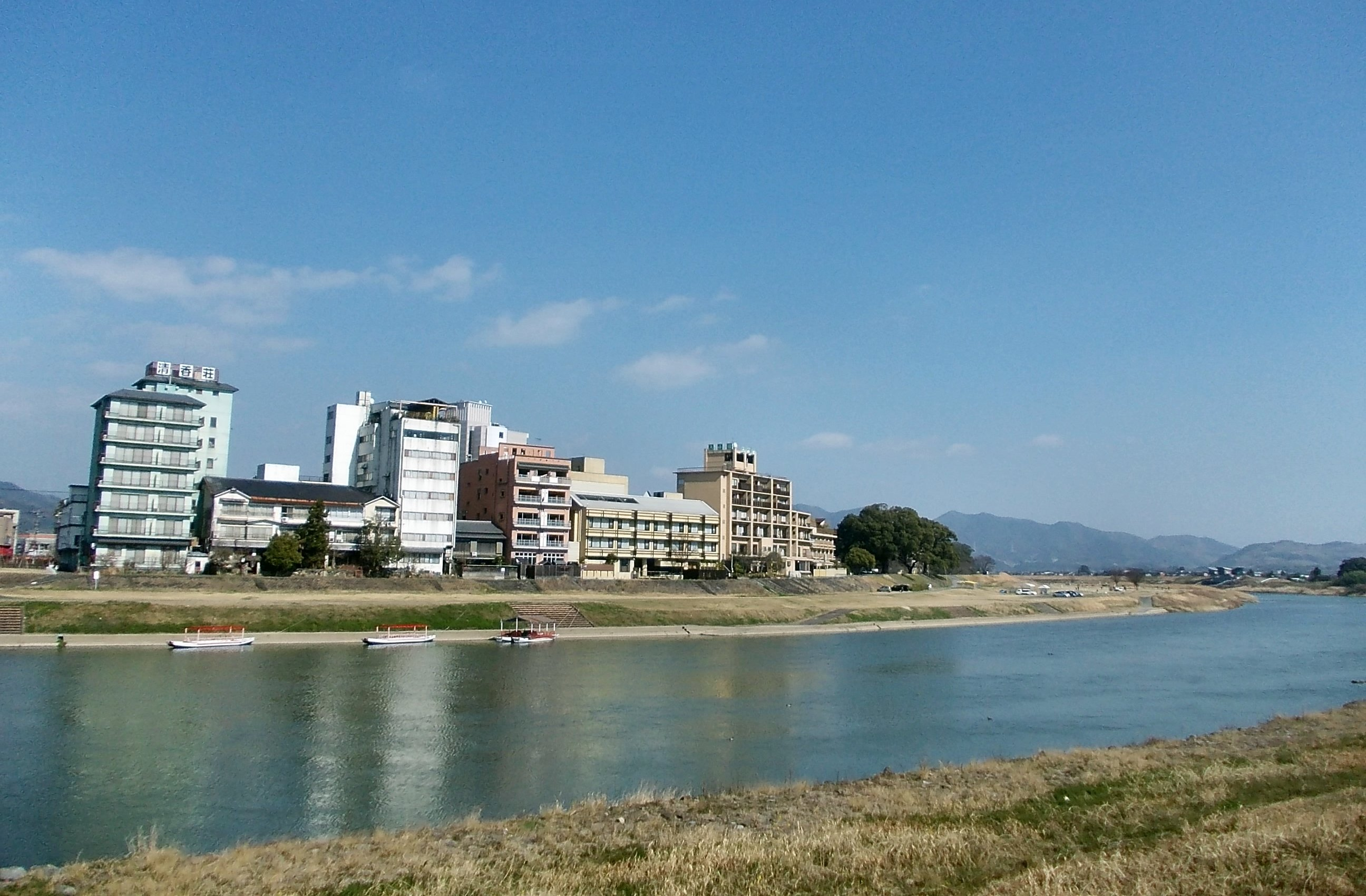
筑後川対岸のうきは市側から見た温泉街

筑後川とその放水路に囲まれた中州に温泉街が広がり、23軒の旅館、ホテルが存在する。
筑後川では鵜飼いが行われ、温泉街の名物となっている。
温泉街では湯巡りのための「湯めぐり帳」を発行している。
代表的な温泉旅館としては、泰泉閣、パーレンス小野屋、六峰舘などがある。共同浴場は一軒存在する。温泉街の外れ、国道386号沿いに「ひまわりの湯」が存在する。共同浴場の道を挟んで目の前には道の駅原鶴が存在する。

## 歴史
開湯伝説は2説存在する。雪が降った日に、雪が積もらない場所があったことから温泉を発見したという説。鶴が河原で湯浴みをしているところを発見したとする説である。
江戸時代は街道の宿場として栄えた久喜宮（くぐみや）宿と志波宿の間にあり湯治場となっていた。また、昭和50年代に放水路が出来るまでは温泉街の近くまで水田が広がっていて、その趣きを残していた。

## アクセス
- 西鉄電車・路線バスを利用の場合
  - 朝倉街道駅より西鉄バス(41)番系統「杷木」行き乗車、原鶴温泉バス停で下車。概ね1時間おきに運行。
- JRを利用の場合
  - JR二日市駅より西鉄バス(41)番系統「杷木」行き乗車、原鶴温泉バス停で下車。
  - 久大本線筑後吉井駅よりタクシーで約10分。
- 高速バスを利用の場合
  - 杷木バス停で下車。そこからタクシーで8分、または杷木バス停から西鉄バス(41)番系統で朝倉街道もしくはJR二日市駅行き乗車、原鶴温泉バス停で下車
- 自家用車を利用の場合
  - 大分自動車道杷木インターチェンジより国道386号経由。